# 藤山守重
藤山 守重 （とうやま もりしげ、1948年11月11日 - ）は日本の実業家。愛媛県出身。

## 人物
1986年、38歳の時に教育学博士・七田眞と出会い、1987年、株式会社七田チャイルドアカデミーを創業。
七田式教育メソッドを実践する幼児教室を全国に450教室展開。約25万人の子どもたちを卒業させる。
活動を進める中で日本のアルファ脳波研究の第一人者、工学博士・志賀一雅氏と出会い、株式会社日本脳力開発研究所を設立。中学生からシニアのための脳力開発トレーニング、イプラスジムを中心に事業を展開。
右脳教育、右脳開発を日本中に広めた人物として数多く紹介され、現在はこの教育が韓国、台湾、シンガポール、アメリカなど、世界に広がっている。
2016年、株式会社七田チャイルドアカデミー代表取締役を退任し、株式会社ビジョンアカデミー、一般社団法人日本ビジョン研究所を設立。
視覚、聴覚を活用した超能力開発事業を展開している。

## 著書
『運を引き寄せる右脳思考 あなたの人生が大きく変わる!』創藝社　2008年　ISBN 13 : 9784881441190